# Neliopisthus clypeator
Neliopisthus clypeator là một loài tò vò trong họ Ichneumonidae.